# Chernes iberus
Espèce
Chernes iberus est une espèce de pseudoscorpions de la famille des Chernetidae.

## Distribution
Cette espèce est endémique d'Espagne.

## Étymologie
Son nom d'espèce lui a été donné en référence au lieu de sa découverte, l'Ibérie.

## Publication originale
- L. Koch, 1873 : Uebersichtliche Dartstellung der Europäischen Chernetiden (Pseudoscorpione). Nürnberg.